# Herrarnas 4x100 meter frisim vid Europamästerskapen i simsport 2014
Herrarnas 4x100 meter frisim vid europamästerskapen i simsport 2014 ägde rum den 18 augusti 2014 i Velodrom.

## Final
Finalen avgjordes klockan 19:22.
| Nr  | Bana | Nation    | Sträcka 1           | Sträcka 2                  | Sträcka 3               | Sträcka 4              | Time    | Notes       |
| --- | ---- | --------- | ------------------- | -------------------------- | ----------------------- | ---------------------- | ------- | ----------- |
| 1   | 6    | Frankrike | Mehdy Metella       | Fabien Gilot               | Florent Manaudou        | Jérémy Stravius        | 3.11,64 |             |
| 2   | 4    | Ryssland  | Andrej Gretjin      | Nikita Lobintsev           | Aleksandr Suchorukov    | Vladimir Morozov       | 3.12,67 |             |
| 3   | 5    | Italien   | Luca Dotto          | Marco Orsi                 | Luca Leonardi           | Filippo Magnini        | 3.12,78 |             |
| 4   | 3    | Polen     | Konrad Czerniak     | Kacper Majchrzak           | Sebastian Szczepanski   | Pawel Korzeniowski     | 3.15,10 |             |
| 5   | 2    | Belgien   | Emmanuel Vanluchene | Glenn Surgeloose           | Jasper Aerents          | Pieter Timmers         | 3.16,62 |             |
| 6   | 1    | Israel    | David Gamburg       | Tom Kremer                 | Nimrod Shapira          | Alexi Konovalov        | 3.18,43 |             |
| 7   | 8    | Litauen   | Danas Rapsys        | Simonas Bilis              | Tadas Duskinas          | Mindaugas Sadauskas    | 3.19,46 |             |
| DSQ | 7    | Spanien   | Markel Alberdi      | B. K. Ortiz-Canavate Ozeki | M. Ortiz-Canavate Ozeki | J. Miguel Rando Galvez | DSQ     | Överväxling |

## Försökslopp
Försöksloppen avgjordes 11:37 

### Försökslopp 1
| Nr  | Bana | Nation   | Sträcka 1       | Sträcka 2                  | Sträcka 3               | Sträcka 4              | Time    | Notes       |
| --- | ---- | -------- | --------------- | -------------------------- | ----------------------- | ---------------------- | ------- | ----------- |
| 1   | 8    | Italien  | Luca Dotto      | Marco Belotti              | Luca Leonardi           | Marco Orsi             | 3.14,38 | Q           |
| 2   | 1    | Polen    | Konrad Czerniak | Sebastian Szczepanski      | Kacper Majchrzak        | Pawel Korzeniowski     | 3.15,78 | Q           |
| 3   | 2    | Spanien  | Markel Alberdi  | B. K. Ortiz-Canavate Ozeki | M. Ortiz-Canavate Ozeki | J. Miguel Rando Galvez | 3.17,47 | Q           |
| 4   | 6    | Litauen  | Danas Rapsys    | Simonas Bilis              | Tadas Duskinas          | Mindaugas Sadauskas    | 3.19,91 | Q           |
| 5   | 4    | Sverige  | Oscar Ekström   | Alexander Nyström          | Christoffer Carlsen     | Gustav Åberg Lejdström | 3.20,57 | R           |
| 6   | 3    | Turkiet  | Doga Celik      | Baslakov Iskender          | Alpkan Ornek            | Doruk Tekin            | 3.25,56 |             |
| DSQ | 5    | Rumänien | Marius Radu     | Daniel Macovei             | Alin Coste              | Norbert Trandafir      | DSQ     | Överväxling |
| DNS | 7    | Serbien  |                 |                            |                         |                        | DNS     | Startade ej |

### Försökslopp 2
| Nr | Bana | Nation    | Sträcka 1          | Sträcka 2             | Sträcka 3                | Sträcka 4         | Time    | Notes |
| -- | ---- | --------- | ------------------ | --------------------- | ------------------------ | ----------------- | ------- | ----- |
| 1  | 8    | Ryssland  | Andrej Gretjin     | Sergey Fesikov        | Oleg Tikhobaev           | Nikita Lobintsev  | 3.14,17 | Q     |
| 2  | 3    | Frankrike | Mehdy Metella      | Gregory Mallet        | Clement Mignon           | Fabien Gilot      | 3.16,24 | Q     |
| 3  | 2    | Belgien   | Jasper Aerents     | Emmanuel Vanluchene   | Glenn Surgeloose         | Pieter Timmers    | 3.16,62 | Q     |
| 4  | 7    | Israel    | David Gamburg      | Tom Kremer            | Nimrod Shapira           | Alexi Konovalov   | 3.18,95 | Q     |
| 5  | 5    | Kroatien  | Ivan Levaj         | Mario Todorovic       | Niksa Stojkovski         | Mislav Sever      | 3.20,57 | R     |
| 6  | 1    | Schweiz   | Jean-Baptiste Febo | David Raphael Karasek | Alexandre Haldemann      | Nico van Duijn    | 3.22,01 |       |
| 7  | 4    | Luxemburg | Julien Henx        | Raphael Stacchiotti   | Jean Francois Schneiders | Pit Brandenburger | 3.23,09 |       |
| 8  | 6    | Tjeckien  | Pavel Janecek      | Martin Verner         | David Kuncar             | Tomas Havranek    | 3.23,12 |       |